# Flariz
Flariz (llamada oficialmente San Pedro de Flariz) es una parroquia y un lugar del municipio español de Monterrey, en la provincia de Orense, Galicia.

## Organización territorial
La parroquia está formada por tres entidades de población:
- Caridad (A Caridade)
- Flariz
- Sandín

## Demografía

### Parroquia
| Gráfica de evolución demográfica de Flariz (parroquia) entre 2000 y 2022 |
|                                                                          |
| Datos según el nomenclátor publicado por el INE.                         |

### Lugar
| Gráfica de evolución demográfica de Flariz (lugar) entre 2000 y 2022 |
|                                                                      |
| Datos según el nomenclátor publicado por el INE.                     |